# Liste der denkmalgeschützten Objekte in Horská Kvilda
Grundlage dieser Liste der denkmalgeschützten Objekte in Horská Kvilda ist die ÚSKP-Liste (Ústřední seznam kulturních památek České republiky, deutsch Zentrale Liste der Kulturdenkmäler der Tschechischen Republik), die von der tschechischen Denkmalschutzbehörde NPÚ (Národní památkový ústav, deutsch Nationale Denkmalbehörde) seit 1987 geführt wird und an die seit dem Jahr 1850 geschaffenen Listen anschließt.

## Denkmalgeschützte Objekte nach Ortsteilen

### Horská Kvilda
| Lage                                                             | Objekt           | Beschreibung | ÚSKP-Nr.                  | Bild             |
| ---------------------------------------------------------------- | ---------------- | --- | ------------------------- | ---------------- |
| Horská Kvilda, Horská Kvilda 7, Lichtung Horní Antýgl (Standort) | Gehöft Nr. 7     | Böhmerwaldhaus aus dem 19. Jahrhundert.                                                                                    | 20834/4-4043 Info Katalog | BW               |
| Horská Kvilda, Hamerský potok und seine Nebenflüsse (Standort)   | Goldwasch-Gebiet | Nachweis des mittelalterlichen Goldwaschens im Böhmerwald. Ein großes Moorgebiet am Hamerský-Bach und seinen Nebenflüssen. | 31160/4-4050 Info Katalog | Goldwasch-Gebiet |